# Carmela/I suoi baci negli occhi
Carmela/I suoi baci negli occhi è un singolo della cantante pop rock italiana Donatella Rettore, pubblicato in formato 45 giri nel 1977, su etichetta Produttori Associati. 

## Storia
Dopo il grande successo europeo di Lailolà brano che era riuscito a vendere oltre cinquecentomila copie in Germania e Svizzera ma che era passato inosservato in patria, Rettore partecipa per la seconda volta al Festival di Sanremo 1977.  
Il brano grazie al regolamento di quell'anno passa direttamente alla finale. La cantante si produce in una provocatoria performance in cui lancia caramelle al pubblico in sala proprio nel momento in cui il verso della canzone recita "Carmela regalava caramelle colorate, ma erano caramelle avvelenate".
Anche in questo caso però la partecipazione alla kermesse non sortisce esiti commerciali soddisfacenti ed il singolo passa inosservato, così come l'album nel quale è inserito assieme al lato b del 45 giri, I suoi baci negli occhi. Entrambi i brani sono stati scritti dalla coppia Rettore/Claudio Rego.

## Edizioni
Il singolo è stato pubblicato su etichetta Produttori Associati con numero di catalogo PA/NP 3264.

## Tracce
1. Lato A: Carmela - 4:21 (Rettore-Rego)
2. Lato B: I suoi baci negli occhi - 3:55 (Rettore-Rego)